# Какадута
Какаду пренасочва насам.  За други значения вижте Какаду (пояснение).
Какадутата (Cacatuidae) са семейство обединяващо 21 вида птици от разред папагалоподобни, разпространени в Австралия, Индонезия, Филипините и Папуа-Нова Гвинея. Тези птици са класифицирани като отделно от папагалите семейство, въпреки че някои учени-зоолози смятат, че какаду са едно от подсемействата на папагалите, каквито са напр. неотропичните или палеотропичните папагали. Съществуват теории, че тези птици дори не са отделно подсемейство, а част от семейството на палеотропичните папагали, но повечето зоолози са на мнението, че какадутата представляват отделно от папагалите семейство.

## Външен вид
Различните видове какаду се различават по своите размери и оперение. Повечето птици от това семейство са дълги между 30 и 70 см. Типично за какадутата са сравнително по-удължените крила. Оперението на различните видове варира в различни цветни вариации. Съществуват бели, черни, розови, жълти и червени какаду. И мъжките, и женските птици имат почти еднакво оперение и почти еднакви размери. Клюнът е къс, но заострен дъговидно и е масивен.

## Ареал
Птиците какаду са разпространени в Австралия, Нова Гвинея, Молукски острови, Сулавеси, Борнео и Филипините, а също и на Соломоновите острови и някои от Малките Зондски острови. Западните граници на ареала на какаду са Борнео и малкият индонезийски остров Ломбок, а източните – Соломоновите острови, на север се срещат и на някои от Филипинските острови и на юг до Тасмания. Обитават предимно екваториални и тропични гори. Само някои австралийски видове могат да се срещнат и в савани и полупустини.

## Начин на живот
Какаду обикновено не гнездят в хралупи по дървета, а в гнезда на дърветата. Понякога използват изоставени хралупи на някои птици и бозайници. Предпочитат за гнездене предимно високите дървета, но някои видове от австралийските савани и полупустини устройват гнездата си и в дупки в скалите. Женската птица снася около 2 – 3, понякога и до 5 яйца.
Продължителността на живота им е голяма. Средната е между 40 и 60 години, но отделни видове могат да живеят повече от 90 години.
.

## Произход
Съществуват спорове откъде всъщност произлизат птиците какаду. Смята се, че те са част от австралийската фауна и произлизат от Австралия и Нова Гвинея. Заради понижаването на морското равнище през последния ледников период много от Молукските острови се оказали сухоземно свързани с Нова Гвинея и поради нищожно малките разстояния между тях и остров Сулавеси, те се разпространили на последния, а поради същото малко разстояние от сулавеското крайбрежие до това на Борнео, достигнали до третия по големина остров на планетата, откъдето се разпространили и на Филипините. Някои зоолози обаче смятат, че какаду са типично палеотропично семейство и произхождат от Борнео, откъдето са се разпространили до Австралия и Нова Гвинея в обратна посока. Те намират сходство между какадутата и палеотропичните папагали. Втората хипотеза обаче намира много по-малко привърженици от тази за австралийско-меланезийския произход на птиците.

## Уникални видове
Много видове какаду са ендемити за точно определени области, като това са най-вече някои острови и планини. Типичен ендемит е Молукското какаду, което обитава само някои от Молукските острови. Много ендемити има и в Нова Гвинея, Сулавеси, Борнео и Филипините.